# 日本医療機器工業会
一般社団法人日本医療機器工業会（にほんいりょうききこうぎょうかい、略称JAMDI）は、医療機器の製造販売業者、製造業者、修理業者等から構成される、医療機器の健全な発展を目的とする業界団体である。2009年（平成21年）7月27日に法人化されるまででは日本医用機器工業会と称した。主たる事務所は東京都文京区本郷3丁目39番15号、医科器械会館5階。

## 沿革
本会は、日本医用機器工業会として1974年に東京都文京区に設立された。2009年7月1日現在、正会員133社、準会員8社から構成され、年一度の総会が開催される。厚生労働省、経済産業省をはじめとする諸官庁との連携の下に、各種の業界活動を推進している。医療機器関連の国際標準規格であるISO-TC121（麻酔および呼吸機器専門委員会）の日本の引き受け団体でもある。機関紙『医用機器』は隔月刊誌として発行されている。

## ペースメーカ協議会
会内の専門委員会の一つで、心臓ペースメーカーの業界としての活動を行うために設置された協議会である。2009年にNHKが放映した推理ドラマQ.E.D. 証明終了で、心臓ペースメーカーに関して視聴者に誤解を招くシーンがあったことに対し、同協議会が異議を申し立て、NHKがホームページをとおして謝罪文を掲示したことがある。